# Ctenactis crassa
Espèce
Statut CITES
Ctenactis crassa est une espèce de coraux appartenant à la famille des Fungiidae.